# AusweisApp (Governikus)
Die AusweisApp (bis November 2023 AusweisApp2, seit November 2014 Nachfolger der ersten AusweisApp (OpenLimit)) ist eine kostenlose Anwendungssoftware, um die elektronische Authentisierung über das Internet mit dem neuen deutschen Personalausweis, dem elektronischen Aufenthaltstitel bzw. deren Online-Ausweisfunktion und der eID-Karte nutzen zu können. Damit ist es Bürgern aus Deutschland und anderen EU-Staaten (nach §1 des eIDKG) möglich, sich einfach und sicher im Netz auszuweisen – etwa um Behördengänge online zu erledigen.
Die Software stellt eine verschlüsselte Verbindung zwischen dem Personalausweis, dem elektronischen Aufenthaltstitel oder der eID-Karte auf dem Kartenleser und dem eID-Server auf der Gegenseite her. Die AusweisApp dient dazu, das Verfahren der Zertifikats- und Authentizitätsprüfungen sicher vorzunehmen und dem Bürger eine Oberfläche zur Nutzung der Online-Ausweisfunktion anzubieten.
Seit November 2023 heißt die Anwendung wieder AusweisApp, die „2“ im Namen wurde mit Version 2.0.0 entfernt.

## Verfügbarkeit
Die AusweisApp ist für ein breites Spektrum von Computern verfügbar. Der Entwickler selbst bietet Versionen für Windows, macOS, Android und iOS zum kostenlosen Download an.
Der Quellcode ist Open Source und steht auf GitHub zum Download zur Verfügung. Von darauf aufsetzenden Community-Projekten werden Version für Linux (Debian u. Ubuntu, Flatpak, OpenSUSE, Fedora, ArchLinux, Alpine, Docker, Snap, Gentoo, NixOS), Windows, Freebsd und Android entwickelt.

## Entwicklung
Die AusweisApp wird im Auftrag des Bundes von der Governikus GmbH & Co. KG entwickelt.

## Zertifizierung
Die AusweisApp ist vom Bundesamt für Sicherheit in der Informationstechnik (BSI) nach TR-03124 zertifiziert.

## Merkmale
Mit der AusweisApp wurden Verbesserungen hinsichtlich Nutzerfreundlichkeit, Leistungsfähigkeit und Kompatibilität gegenüber dem Vorgänger AusweisApp erzielt. Dabei wurden entwicklungsbegleitende Usability-Tests durchgeführt, die maßgeblich in die Neuentwicklung der Anwendung eingeflossen sind. Die AusweisApp läuft Browser-unabhängig, Plug-ins sind nicht erforderlich. Die AusweisApp nutzt den vom BMI neu konzipierten Aufrufmechanismus, der nach Aktivierung der Anwendung automatisch ausgelöst wird, wenn der Nutzer einen Dienst aufruft und so das Auslesen der Ausweisdaten und ihre Übertragung an den Serviceanbieter ermöglicht. Neben der eID-Funktion bietet sie dem Nutzer Einblick in alle Daten, die auf seinem Ausweis gespeichert sind (mit Ausnahme der biometrischen Merkmale, diese dürfen nur von hoheitlichen Stellen eingesehen werden). Den Verlauf bereits getätigter Authentisierungsvorgänge kann man sich in der App anzeigen lassen. Der Quelltext der App wird auf GitHub veröffentlicht.

## Verfahren
In der technischen Definition ist die AusweisApp eine Middleware gemäß eCard-API-Framework TR-03112 des BSI, die die Kommunikation zu Kartenleser, Online-Ausweisdokument und dem eID-Server herstellt. Die Nutzer können sich damit im Internet gegenüber Portalen und Plattformen ausweisen. Zunächst wird die „Echtheit“ des Internetanbieters ermittelt: Dieser erhält nach Überprüfung seiner Identität und Befugniserteilung ein Berechtigungszertifikat (die Gültigkeit des Zertifikats ist auf zwei Tage beschränkt) vom Bundesverwaltungsamt. Dieses Berechtigungszertifikat wird dem Nutzer vor der Freigabe seiner Daten durch Eingabe der PIN angezeigt. Bei diesem Vorgehen spricht man von der gegenseitigen Authentisierung, d. h. der Internetanbieter belegt seine Berechtigung zum Auslesen des Online-Ausweisdokuments durch Anzeige des Berechtigungszertifikats, und erst danach bestätigt der Inhaber das Auslesen der Daten durch die Eingabe der sechsstelligen PIN. Die AusweisApp liest die Daten von seinem Personalausweis oder elektronischen Aufenthaltstitel über das Kartenlesegerät aus und sichert die Kommunikation zu einem eID-Server. Anschließend werden die ausgewählten Daten verschlüsselt übertragen. Diese gegenseitige Authentisierung macht die Online-Ausweisfunktion einmalig.
Die AusweisApp unterstützt die Pseudonymfunktion des Online-Ausweises. Das Pseudonym generiert sich aus einer Zeichenfolge, die aus der Kennung des Ausweises und einer Kennung besteht, die der Online-Diensteanbieter liefert. Das Pseudonym garantiert dem Anbieter, dass sich dahinter ein realer Mensch verbirgt, da er seine Identität mit dem Ausweisantrag bereits hinterlegt hat, jedoch ohne Kenntnis darüber, wer dieser Mensch ist. Es ist durch die Zeichenabfolge so aufgebaut, dass es mathematisch nicht möglich ist, auf die reale Person zurückzurechnen. Jedes Portal generiert automatisch ein neues Pseudonym für einen Nutzer. Die Zusammenführung von Nutzerprofilen mehrerer Websites (Tracking), beispielsweise zur Ermittlung des Kaufverhaltens des Nutzers, wird somit verhindert.
Ist für einen bestimmten Internetdienst nur eine Altersverifikation notwendig (beispielsweise bei Onlinespielen oder Filmportalen), müssen keine personenbezogenen Daten vom Nutzer freigegeben werden. Selbst das Alter wird nicht übermittelt, sondern lediglich die Information, ob der Ausweisinhaber über oder unter dem erforderlichen Mindestalter ist.
Weitere Informationen zur Online-Ausweisfunktion sind auf dem Personalausweisportal zu finden.

## Lesegeräte
Zum Auslesen der Daten kann bereits ein Basis-Lesegerät genutzt werden. Es empfiehlt sich dabei, auf ein vom BSI zertifiziertes Gerät zurückzugreifen. Empfohlen wird allerdings die Nutzung eines Komfortlesers der Sicherheitsstufe 3. Seit 2017 kann statt eines separaten Kartenlesegeräts auch ein Smartphone mit NFC-Schnittstelle verwendet werden. Die Nutzung der Online-Ausweisfunktion kann dabei direkt am Smartphone erfolgen, indem der gewünschte Dienst über den Browser aufgerufen wird. Alternativ kann das Smartphone auch über WLAN mit der AusweisApp auf einem PC gekoppelt werden, um das Smartphone als Kartenleser zu verwenden.